# Borislav Ananiev
Borislav Ananiev, född den 11 december 1955, är en bulgarisk kanotist.
Han tog OS-brons i C-2 500 meter i samband med de olympiska kanottävlingarna 1980 i Moskva.